# هندسة هيدروليكية

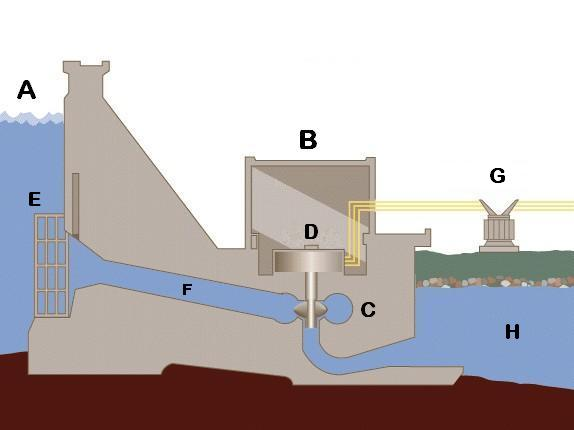
سدّ هيدروكهربائي: مستودع (A)، محطة القدرة (B)، عنفة (C)، مولــّـد (D)، فوهة ماصــّـة (E)، ماسورة منفثية (F)، خطوط إنفاذ قدرة كهربائية (G)، النهر (H)

الهندسة الهيدروليكية هي تخصص فرعي للهندسة المدنية، تعنى بتدفق ونقل السوائل، ولا سيما المياه والصرف الصحي. تستخدم قوة الجاذبية بشكل واسع في هذا التخصص باعتبارها القوة الدافعة لحركة السوائل، كما يرتبط هذا التخصص ارتباطًا وثيقًا بتصميم الجسور والسدود والقنوات، وتخصص الهندسة الصحية والبيئية.
تتضمن الهندسة الهيدروليكية تطبيق مبادئ ميكانيكا الموائع على المسائل المتعلقة بجمع وتخزين ونقل وتنظيم وقياس واستخدام المياه. قبل البدء في إنجاز أي مشروع هندسي هيدروليكي، يجب على المصمم معرفة حجم الماء الذي سيتعامل معه. يهتم المهندس الهيدروليكي بنقل الرواسب عن طريق النهر، وتفاعل المياه مع حدودها الغرينية، وتطهير القنوات وحدوث الترسبات.

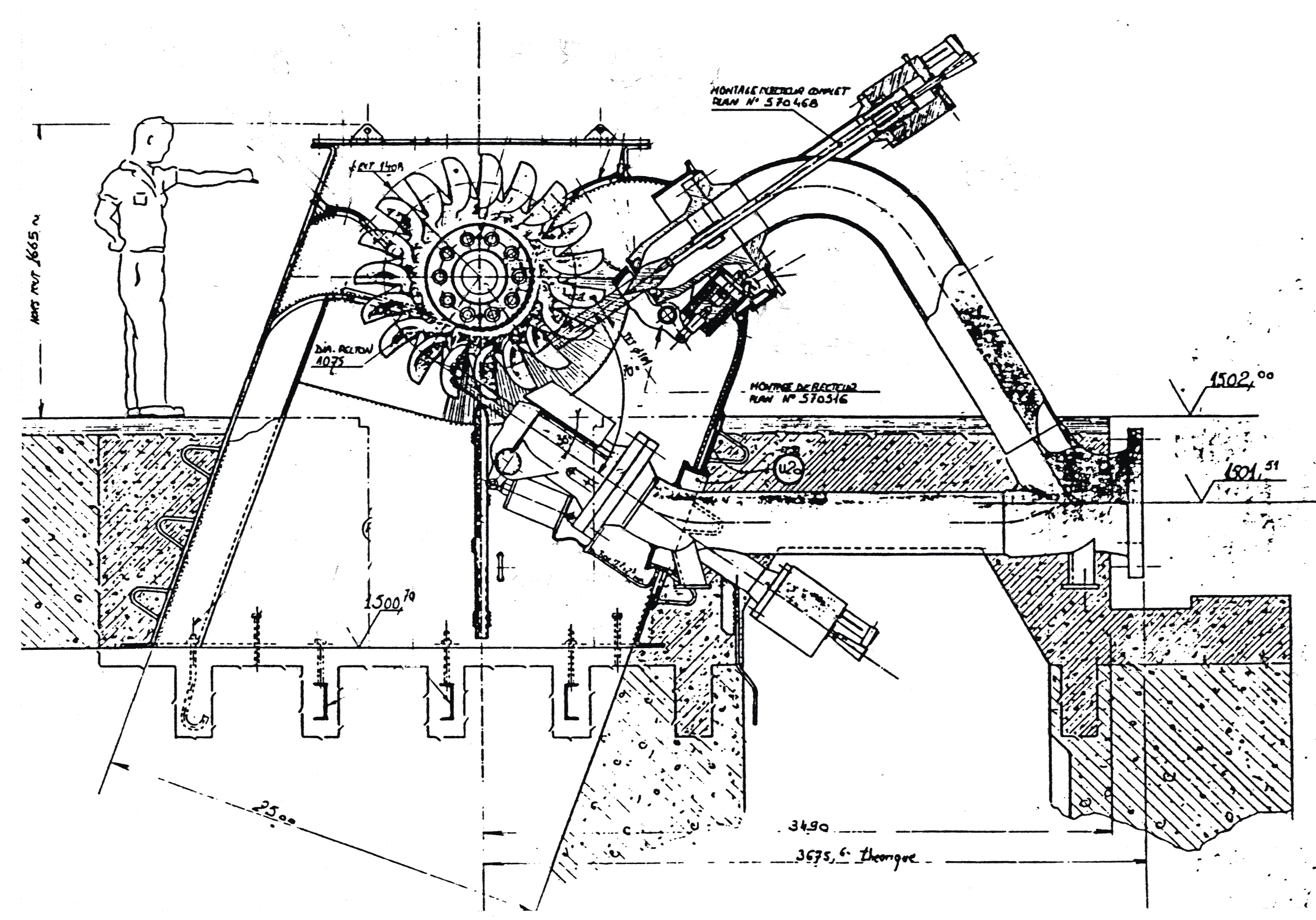
محطة هيدروكهربائية بعنفة من نوع بيلتون

## تطبيقات

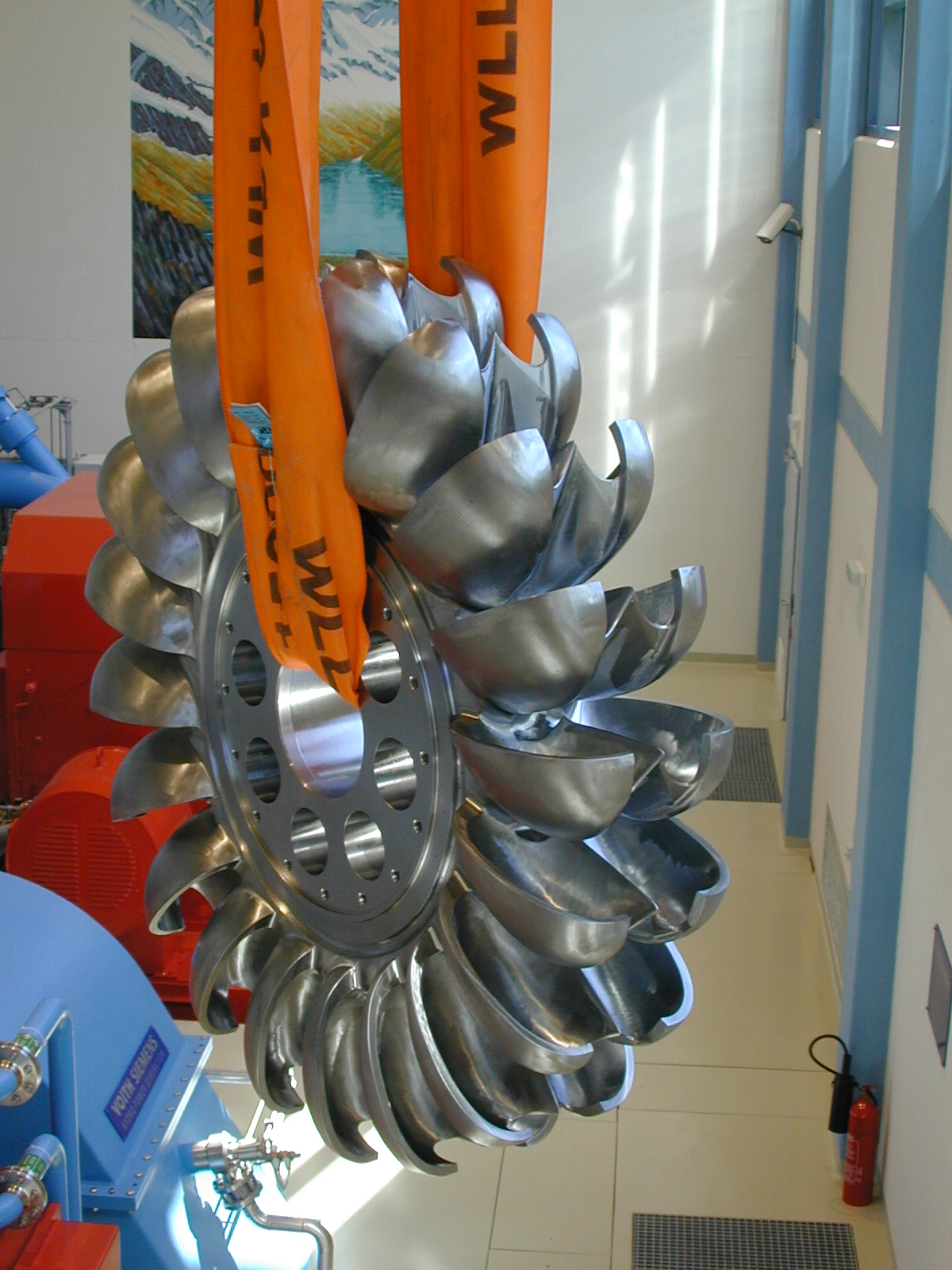
صعمور (أي عجلة الجواريف)، مركــّـبة رئيسية من العنفة من نوع بيلتون

تتضمن الموضوعات التصميمة العامة لمهندسي الهيدروليكا تصميم المنشآت الهيدروليكية والتي تتضمن السدود، وشبكات توزيع المياة، وشبكات تجميع المياة، وإدارة مياة الأمطار والعواصف، نقل الرواسب، والكثير من الموضوعات المتعلقة بهندسة النقل، والهندسة الجيوتقنية. المعادلات المتطوره من مبادئ ديناميكا الموائع تستخدم عادةً بواسطة مهندسي المرور.
وتتضمن الأفرع المتعلقة بالهندسة الهيدروليكية علم المياهيات، والهيدروليكية النمذجة ، ورسم خرائط الفيضانات ، وخطط إدارة مستجمعات المياه من الفيضانات ، وخطط إدارة الشاطئ ، والاستراتيجيات مصبات الأنهار ، وحماية السواحل ، والتخفيف من حدة الفيضانات.

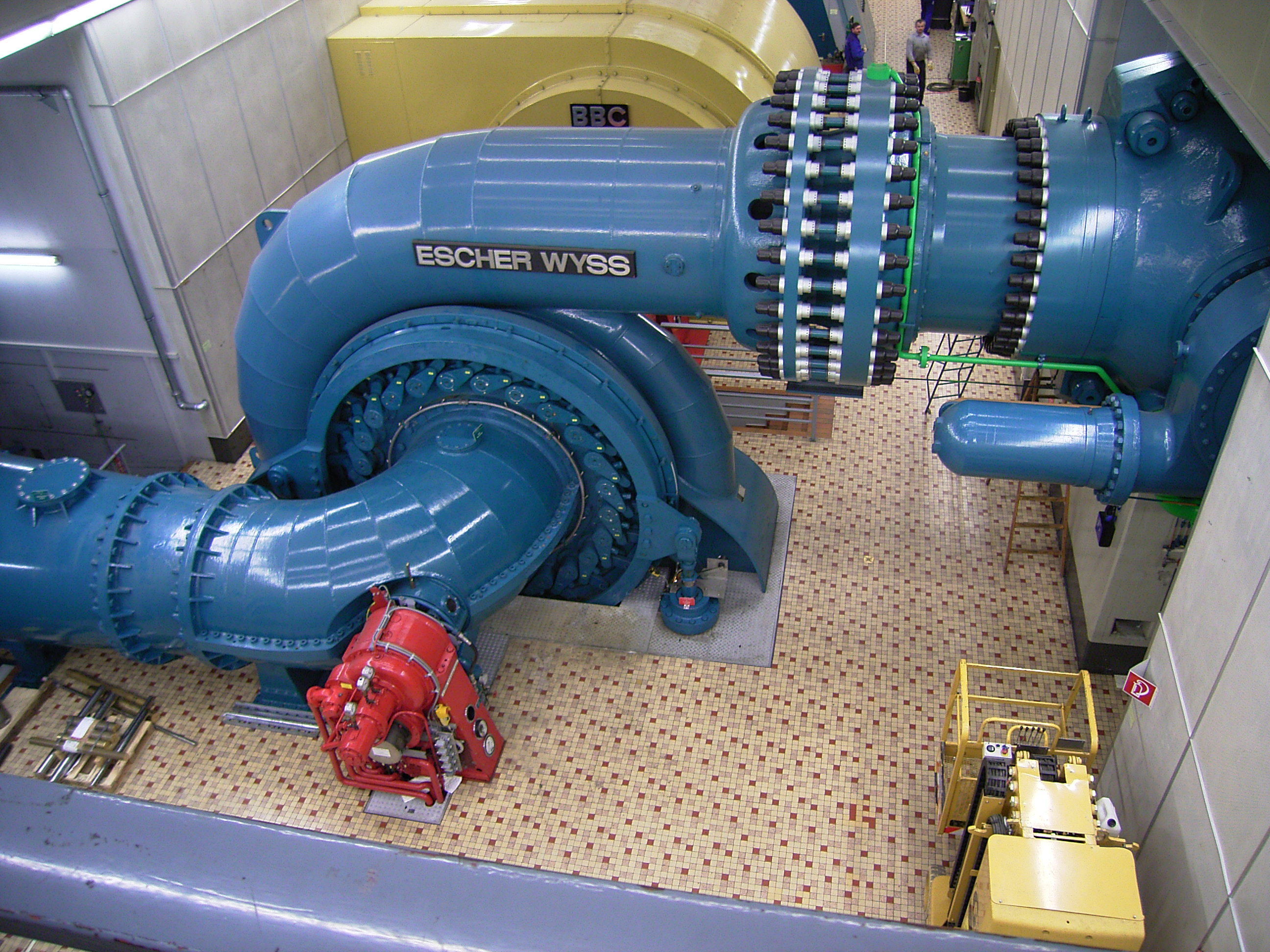
ردهة الآلات في محطة هيدروكهربائية

## أدوات مساعدة
يتخلل الهندسة الهيدروليكية الحديثة استخدام ديناميكا الموائع التحسيبية (computational fluid dynamics) لعمل حسابات دقيقة للتنبؤ بخصائص التدفق.

## التاريخ

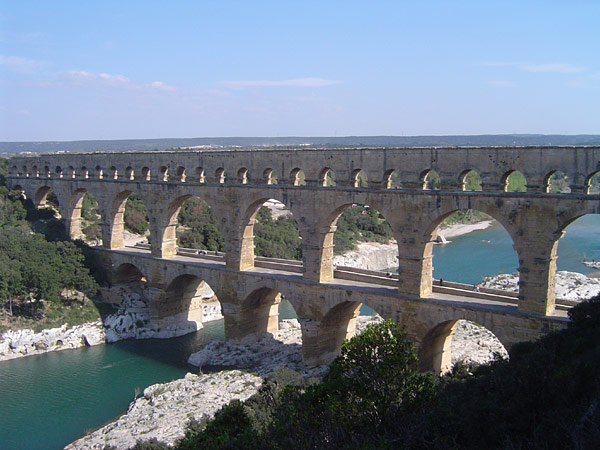
إحدى قنوات جر الماء الرومانية (aqueduct).

### العصور القديمة
استخدمت الهندسة الهيدروليكية لأول مرة في عملية ري المحاصيل الزراعية في الشرق الأوسط وإفريقيا، كما استخدمت عملية التحكم في حركة المياه ومعدلات الري لآلاف السنين. تعد الساعة المائية واحدة من أقدم الآلات الهيدروليكية التي جرى استخدامها في أوائل الألفية الثانية قبل الميلاد. من الأمثلة الأخرى على الاستخدام المبكر للجاذبية في نقل المياه وتحريكها نظام القنوات في بلاد فارس القديمة، ونظام توربان في الصين القديمة، بالإضافة إلى قنوات الري في بيرو.
تطورت الهندسة الهيدروليكية في الصين القديمة إلى حد كبير، حيث بنى المهندسون قنوات ضخمة مع سدود للتحكم في حركة الماء المتدفق، فضلًا عن قناطر للسماح للسفن بالمرور من خلالها. يعتبر سونشو أو أول مهندس هيدروليكي صيني، كما لعب المهندس سيمين باو دورًا مهمًا في تطوير الهندسة الهيدروليكية عبر استحداث نظام الري بالقنوات الكبيرة خلال حقبة الممالك المتحاربة (481 قبل الميلاد - 221 قبل الميلاد)، وحتى يومنا هذا، يحظى المهندس الهيدروليكي باحترام ومكانة عالية في الصين. قبل أن يصبح أمينًا عامًا للحزب الشيوعي الصيني عام 2002، عمل هو جينتاو مهندسًا هيدروليكيًا، وكان قد حصل على شهادة هندسية من جامعة تسينغ – هوا.
تطورت الهندسة الهيدروليكية في التاريخ القديم للفلبين خصوصًا في جزيرة لوزون، وايفوغايو في منطقة كورديرا الجبلية، حيث بنيت أنظمة للري، وسدود، وأنجزت الكثير من الأشغال الهيدروليكية، بالإضافة إلى مصاطب أرز بانوي الشهيرة كطريقة للمساهمة في زراعة المحاصيل حوالي 1000 قبل الميلاد، يبلغ عمر هذه المصاطب حوالي 2000 سنة، وكان قد زرعها أسلاف السكان الأصليين، ويشار إليها أحيانًا باسم «عجيبة الدنيا الثامنة»، كما أن هناك اعتقاد سائد بأنها بنيت بشكل يدوي، مع اعتماد قليل جدًا على المعدات والأدوات. توجد هذه المصاطب على ارتفاع 1500 مترًا تقريبًا (5000 قدمًا) فوق مستوى سطح البحر، وتروى من خلال نظام ري قديم من الغابات المطيرة موجود فوقها.
بنى المهندس اليوناني القديم يوبيلينوس من ميغارا نفق يوبيلينوس في ساموس في القرن السادس قبل الميلاد، ويعتبر هذا النفق من الإنجازات المهمة في الهندسة المدنية والهيدروليكية. الجانب الهندسي المثير في هذا النفق هو أنه حُفِر من كلا الطرفين، ما تطلب من الحفارين الحفاظ على مسار دقيق لضمان الالتقاء، بالإضافة إلى تركز جهودهم على ضمان الحفاظ على ميل كاف للسماح بتدفق المياه.
تطورت الهندسة الهيدروليكية في أوروبا برعاية الامبراطورية الرومانية، حيث جرى استخدامها بشكل خاص في بناء وصيانة القناطر المائية لتزويد المدن بالمياه وسحب العادمة منها. بالإضافة إلى توفير احتياجات مواطنيهم، استخدموا أساليب التعدين الهيدروليكي للتنقيب عن واستخراج رواسب الذهب الغريني في تقنية تعرف باسم الطمس، كما طبقت نفس الأساليب على خامات أخرى مثل القصدير والرصاص.
في القرن الخامس عشر، كانت سلطنة أجوران الصومالية البلد الهيدروليكي الوحيد في إفريقيا، نتيجة لذلك، احتكرت الموارد المائية لنهري جوبا وشبيل، ومن خلال الهندسة الهيدروليكية، شيدت أيضا العديد من كسارات الحجر الجيري والخزانات الأرضية التي ما تزال قيد التشغيل والاستخدام اليوم، كما طور الحكام أنظمة جديدة للزراعة والضرائب، استمر استخدامها في أجزاء من القرن الأفريقي حتى أواخر القرن التاسع عشر.
حصل تقدم آخر في الهندسة الهيدروليكية في العالم الإسلامي بين القرنين الثامن والسادس عشر، خلال الفترة التي عرفت باسم العصر الذهبي الإسلامي. شيد «المجمع التكنولوجي لإدارة المياه»، الذي لعب دورًا مهمًا في الثورة العربية الزراعية، وكان، بالتالي، مهمًا لتطور التكنولوجيا الحديثة في هذا المجال.

### العصر الحديث
لم تتغير مبادئ وأساسيات الهندسة الهيدروليكية في العديد من النواحي منذ العصور القديمة. ما زالت الطريقة الشائعة في نقل المياه هي قوة الجاذبية عبر نظم القنوات وشبكات المياه، رغم أن خزانات الإمداد قد تملأ الآن باستخدام المضخات. زاد الحاجة إلى المياه مقارنةً بالأزمنة القديمة، وأصبح للمهندس الهيدروليكي دور حاسم في تزويد المناطق بها. على سبيل المثال، لولا الجهود التي بذلها أشخاص مثل ويليام مولهولاند لما نمت وازدهرت منطقة لوس أنجلوس لأنها ببساطة لم تكن تملك ما يكفي من المياه لدعم سكانها. ينطبق نفس الشيء على العديد من المدن الكبرى في عالمنا، وعلى نفس المنوال، ما كان لوادي كاليفورنيا المركزي أن يصبح منطقة زراعية مهمة من دون إدارة وتوزيع فعالين لمياه الري، كما جلب إنشاء سلطة وادي تينيسي العمل والازدهار إلى الجنوب من خلال بناء سدود لتوليد الكهرباء الرخيصة والسيطرة على الفيضانات في المنطقة، ما جعل الأنهار صالحة للملاحة، وازدهرت الحياة في المنطقة بشكل عام.
أجرى ليوناردو دا فينشي (1452-1519) تجارب، وأبحاث على الأمواج، والتيارات، والمجاري المائية. مهد إسحاق نيوتن (1642-1727)، من خلال صياغة قوانين الحركة وقانون اللزوجة، فضلًا عن تطوير الحسابات، الطريق أمام العديد من التطورات الكبرى في ميكانيكا الموائع. باستخدام قوانين نيوتن للحركة، تمكن العديد من علماء الرياضيات في القرن الثامن عشر من حل العديد من مشاكل التدفق الحر غير اللزج (الخال من أي احتكاك أو لزوجة). لكن تأثيرات اللزوجة هيمنت على أغلب مسائل التدفق، لذا قرر المهندسون فيما بعد أن حل هذه المسائل باستخدام قوانين الحركة غير مناسب، ومن خلال التجريب طوروا معادلات تجريبية، رسخوا عليها علم الهندسة الهيدروليكية.
يستخدم المهندس الهيدروليكي في العصر الحديث نفس أنواع أدوات التصميم بمساعدة الحاسوب (CAD) مثل العديد من التخصصات الهندسية الأخرى مع الاستفادة من تقنيات مثل ديناميكيات السوائل الحوسبية للقيام بالعمليات الحسابية لتوقع خصائص التدفق بدقة، ونظام التموضع العالمي للمساعدة في تحديد أفضل المسارات لتركيب نظام ما، وكذلك أدوات المسح القائمة على الليزر للمساعدة في البناء الفعلي للنظام.